# 肖漢 (肯塔基州)
肖漢（英語：Shawhan）是位於美國肯塔基州波旁縣的一個非建制地區。肖漢曾是肯塔基中部鐵路（Kentucky Central Railroad）的一個中途站。

## 地理
肖漢位於縣治巴黎以北10.3（6.4英里）。肖漢所處的海拔為高於海平面251米（即823英呎），而該地所採用的時區為UTC-5，即北美東部時區（EST）。同時該地設有夏令時間，為UTC-5調快一小時，即UTC-4（EDT）。